# Lucikivka, Icinea
Lucikivka (în ucraineană Лучківка) este un sat în comuna Budî din raionul Icinea, regiunea Cernihiv, Ucraina.

## Demografie
Componența lingvistică a localității Lucikivka
     Ucraineană (98,2%)
     Alte limbi (1,8%)
Conform recensământului din 2001, majoritatea populației localității Lucikivka era vorbitoare de ucraineană (98,2%), existând în minoritate și vorbitori de alte limbi.